# Toušice
Toušice jsou obec, která se nachází asi 15 km západně od Kolína v okrese Kolín ve Středočeském kraji. Obec je členem Svazku obcí mikroregionu Kouřimsko. Žije zde 367 obyvatel. V roce 2011 zde bylo evidováno 175 adres. Součástí obce je i vesnice Mlékovice. Protéká tudy řeka Výrovka, která je levostranným přítokem Labe.
Toušice je také název katastrálního území o rozloze 4,84 km².

## Historie
První písemná zmínka o obci pochází z roku 1207. V obci byl usazen zemanský rod Trmalů z Toušic. Potomkem tohoto rodu byl právník a politik Emanuel Trmal. V pražské vile Františka Trmala z Toušic je muzeum Jana Kotěry.
Od 21. září 2005 obec užívá znak a vlajku.

### Exulanti
Anna Trmalová z Toušic byla první manželkou Viléma Údrckého. Tato rodina odmítla po bitvě na Bílé hoře přestoupit na katolickou víru, a proto se připojila se k českým exulantům. V letech 1629–1630 se zdržovala v saském Freibergu, později (s dcerou a 2 služkami) v Drážďanech. Tam Anna (rozená Trmalová z Toušic) v roce 1637 zemřela.

### Územněsprávní začlenění
Dějiny územněsprávního začleňování zahrnují období od roku 1850 do současnosti. V chronologickém přehledu je uvedena územně administrativní příslušnost obce v roce, kdy ke změně došlo:
- 1850 země česká, kraj Pardubice, politický okres Kolín, soudní okres Kouřim[10]
- 1855 země česká, kraj Čáslav, soudní okres Kouřim
- 1868 země česká, politický okres Kolín, soudní okres Kouřim
- 1939 země česká, Oberlandrat Kolín, politický okres Kolín, soudní okres Kouřim[11]
- 1942 země česká, Oberlandrat Praha, politický okres Kolín, soudní okres Kouřim[12]
- 1945 země česká, správní okres Kolín, soudní okres Kouřim[13]
- 1949 Pražský kraj, okres Kolín[14]
- 1960 Středočeský kraj, okres Kolín
- 2003 Středočeský kraj, obec s rozšířenou působností Kolín

### Rok 1932
Ve vsi Toušice (540 obyvatel) byly v roce 1932 evidovány tyto živnosti a obchody: 2 hostince, kolář, 3 kováři, mlýn, obuvník, rolník, 3 obchody se smíšeným zbožím, trafika, truhlář, zámečník.
V obci Mlékovice (225 obyvatel, samostatná obec se později stala součástí Toušic) byly v roce 1932 evidovány tyto živnosti a obchody: 2 hostince, kolář, kovář, lom, mlýn, obchod s ovocem a zeleninou, obchod se smíšeným zbožím, trafika.

## Pamětihodnosti
- Trmalova tvrz – zbytky zdí
- Kamenný most přes Výrovku jihovýchodně od vsi

## Galerie

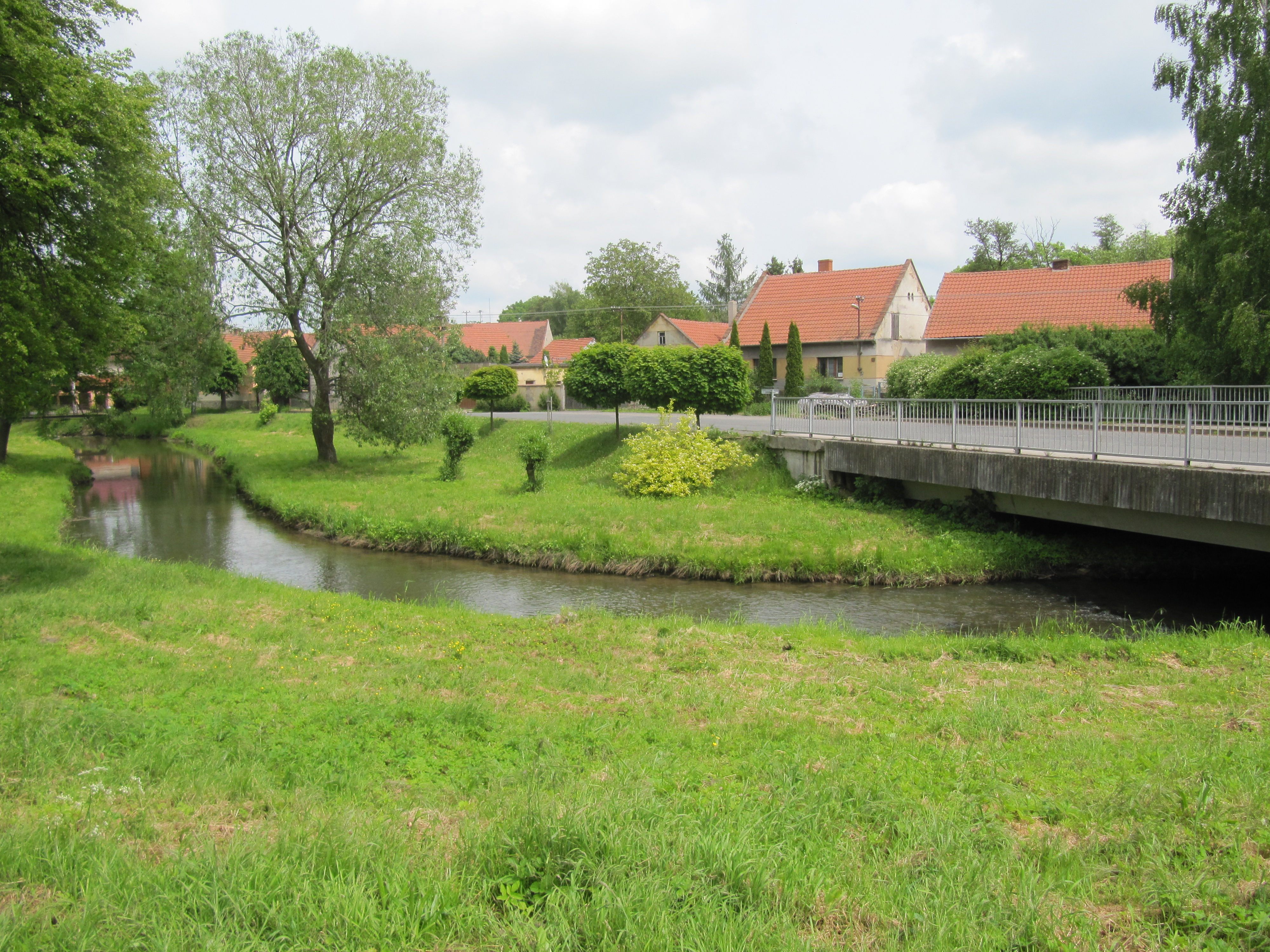
Říčka Výrovka
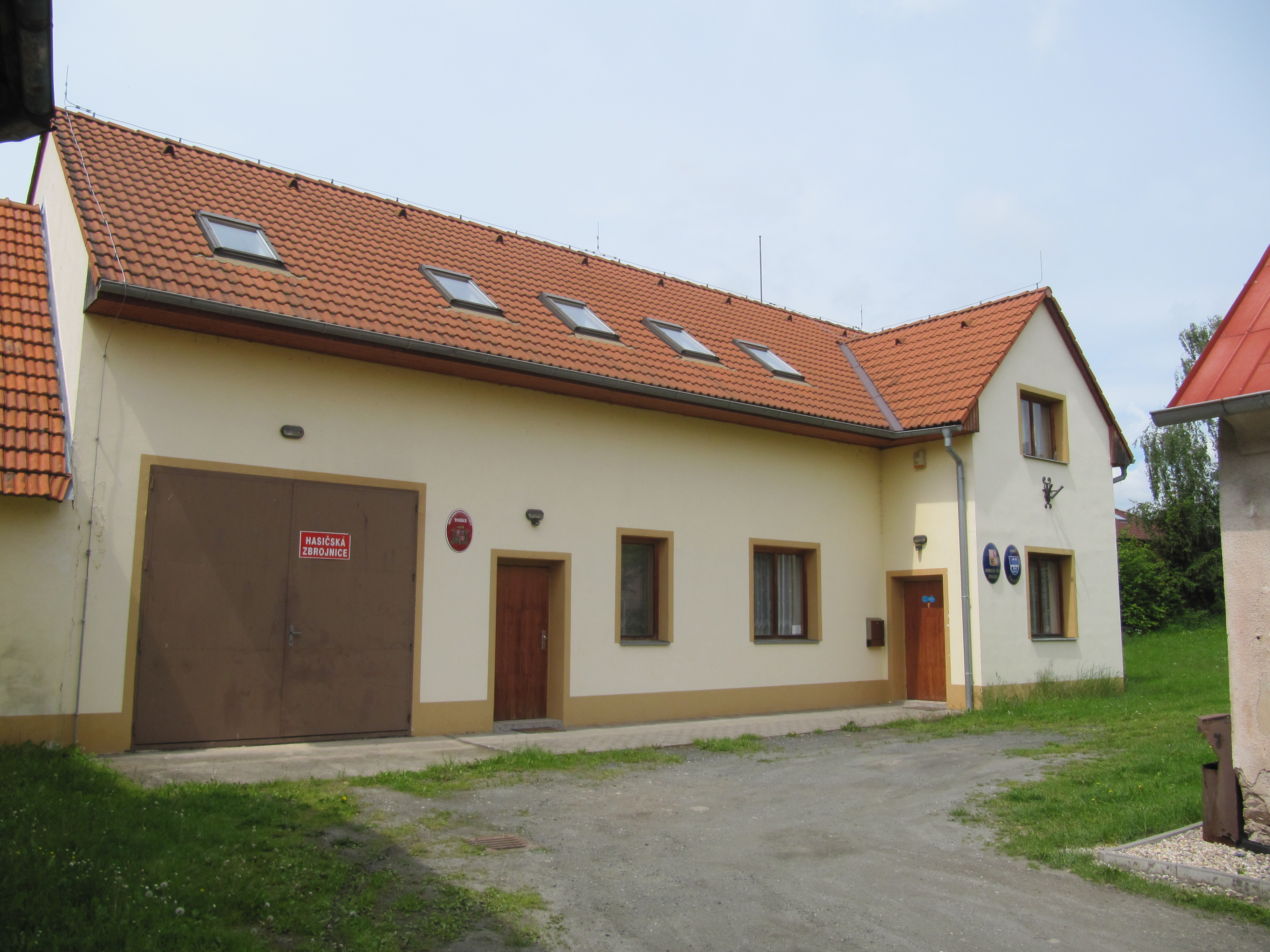
Obecní úřad
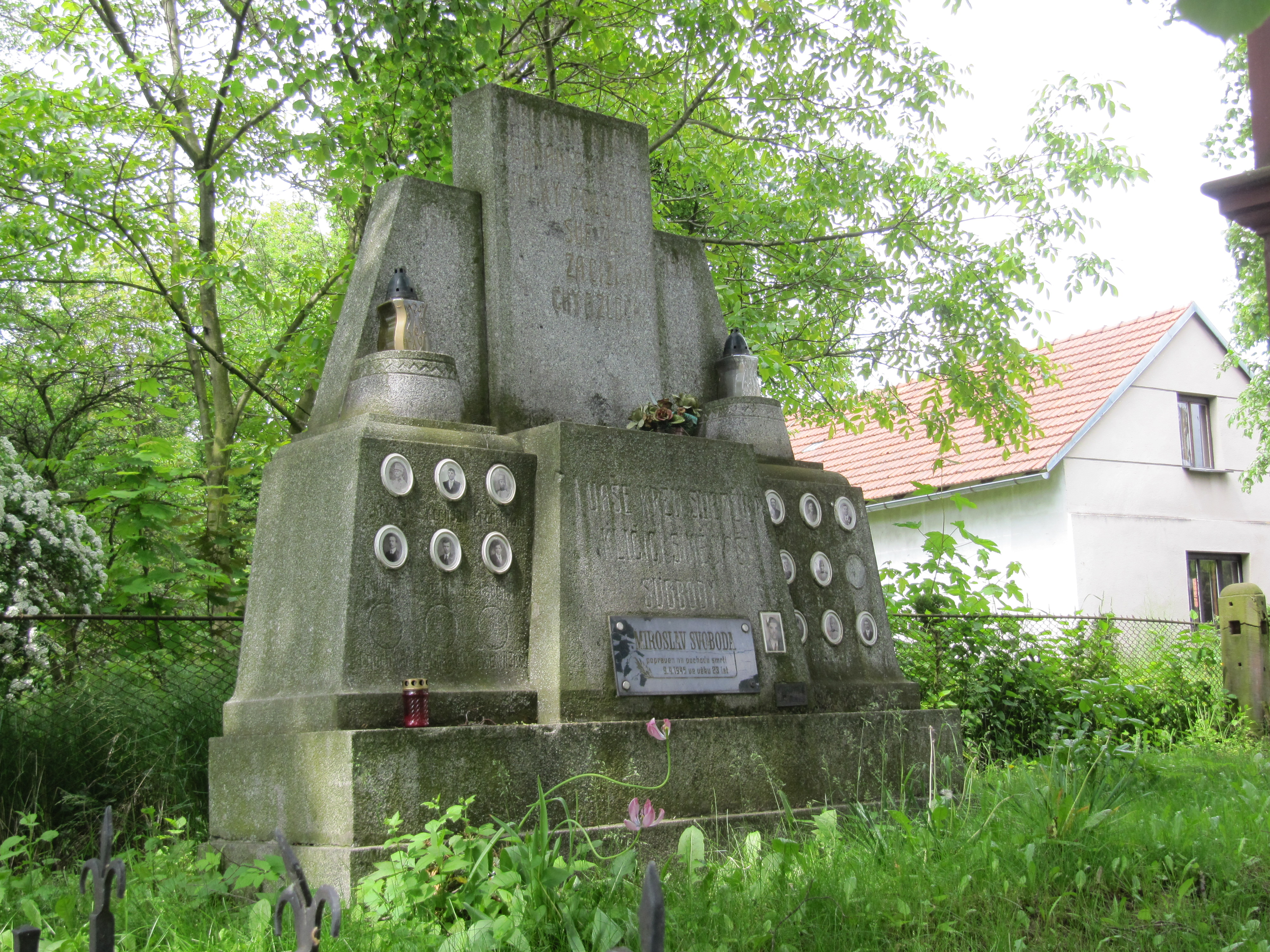
Pomník obětem I. sv. války
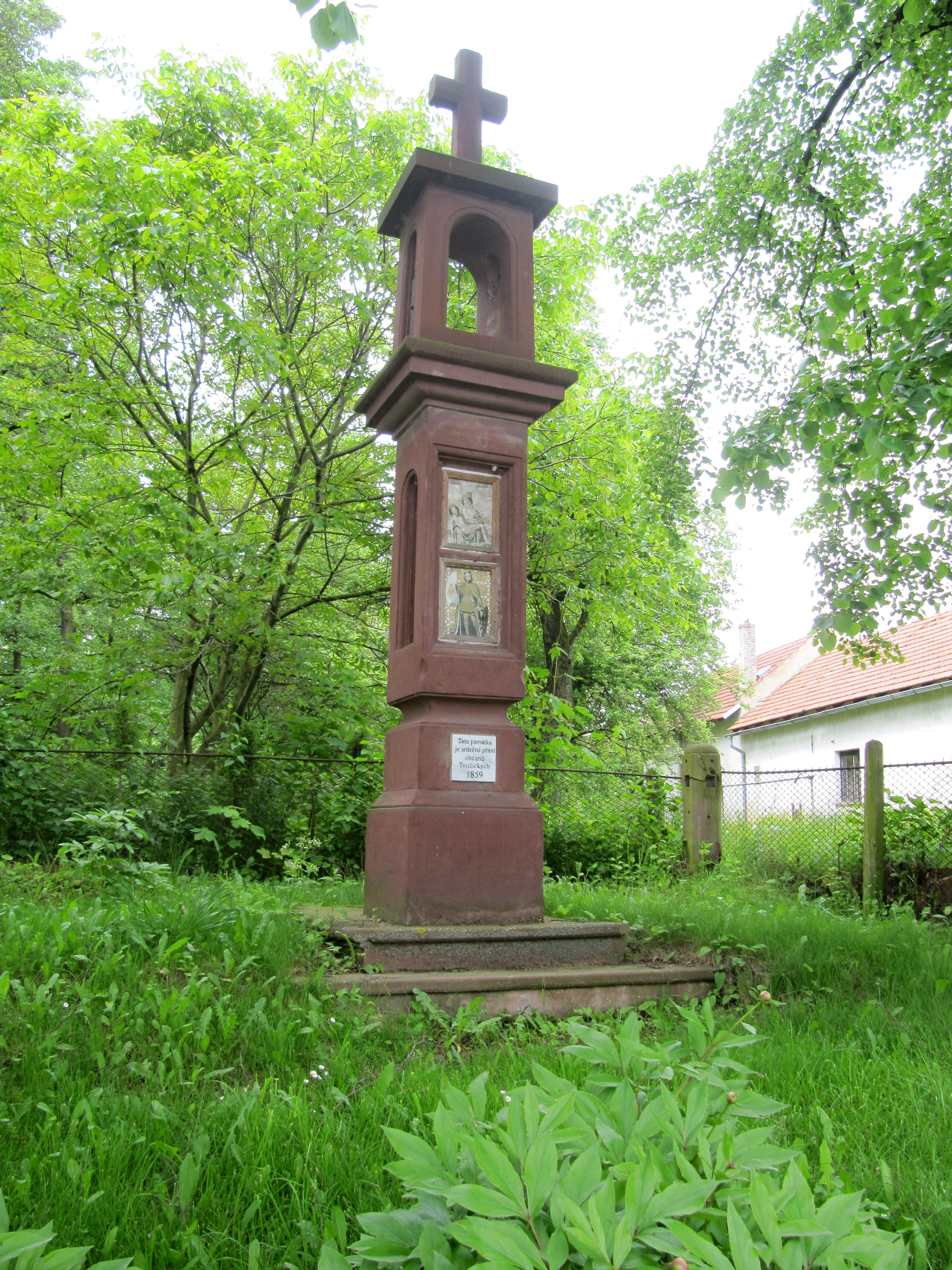
Zvonička
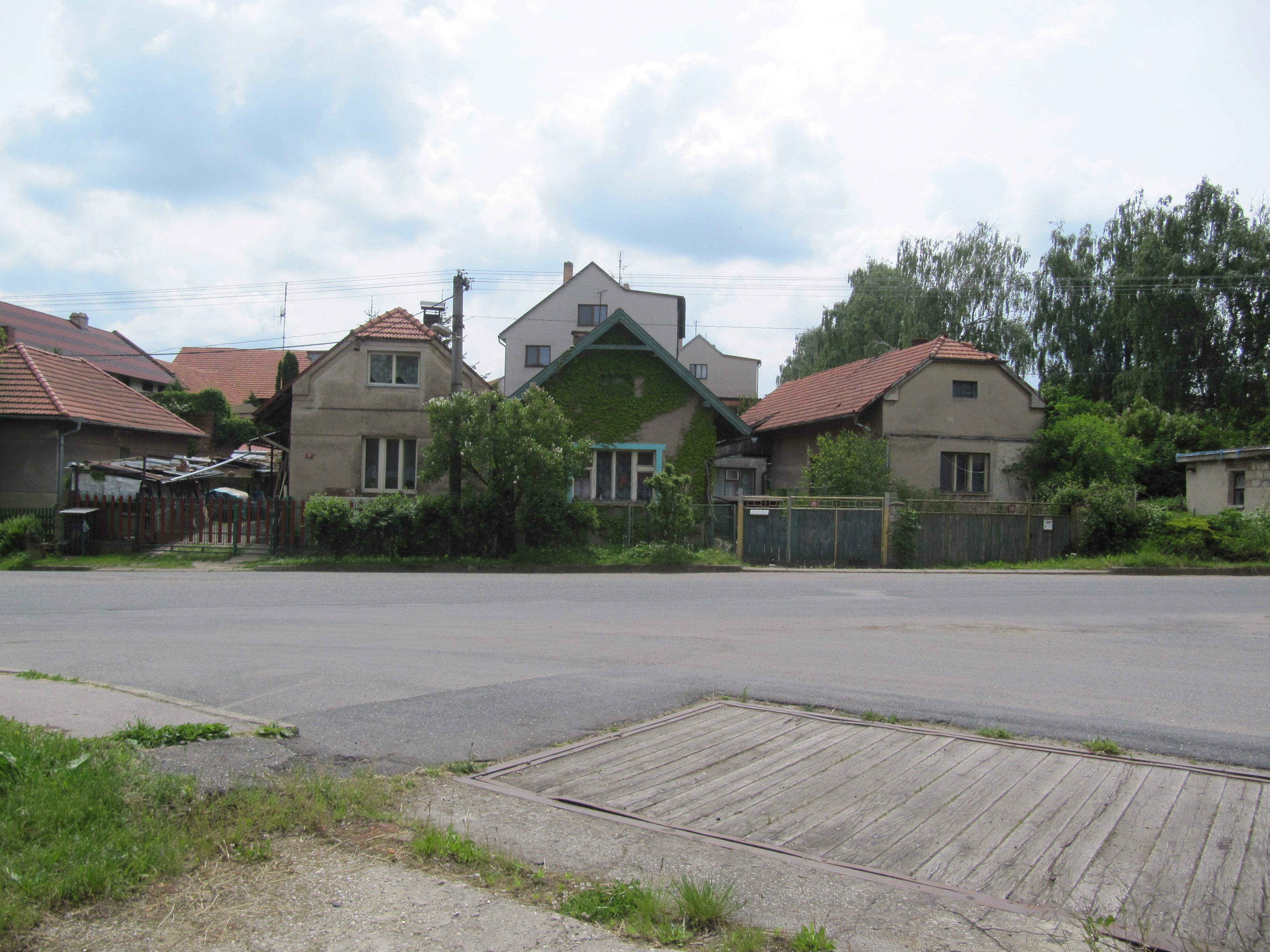
Rodinné domy

## Doprava
Dopravní síť
- Pozemní komunikace – Do obce vedou silnice III. třídy. Ve vzdálenosti 2 km vede silnice II/334 Sadská - Kouřim - Sázava, ve vzdálenosti 3 km vede silnice I/2 Praha - Kutná Hora - Pardubice.

- Železnice – Obec Toušice leží na železniční trati 013 Bošice - Bečváry. Je to jednokolejná regionální trať, zahájení dopravy bylo roku 1882. Od roku 2006 je trať bez pravidelné osobní dopravy, od roku 2010 opuštěná bez jakékoliv dopravy.

Veřejná doprava k roku 2023
- Autobusová doprava – Na území obce se nachází 2 autobusové zastávky - Toušice a Toušice, ObÚ. Oběma zastávkami projíždí linka PID 424 (Kolín - Toušice - Kouřim - Ždánice) [17] a pouze zastávkou Toušice projíždí linka PID 421 (Kolín - Svojšice - Kouřim - Sázava) [18]. Spoje obou linek jezdí zhruba po hodině na oba směry ve všedních dnech a po čtyřech hodinách na oba směry o víkendech.Autobusová zastávka "Toušice"

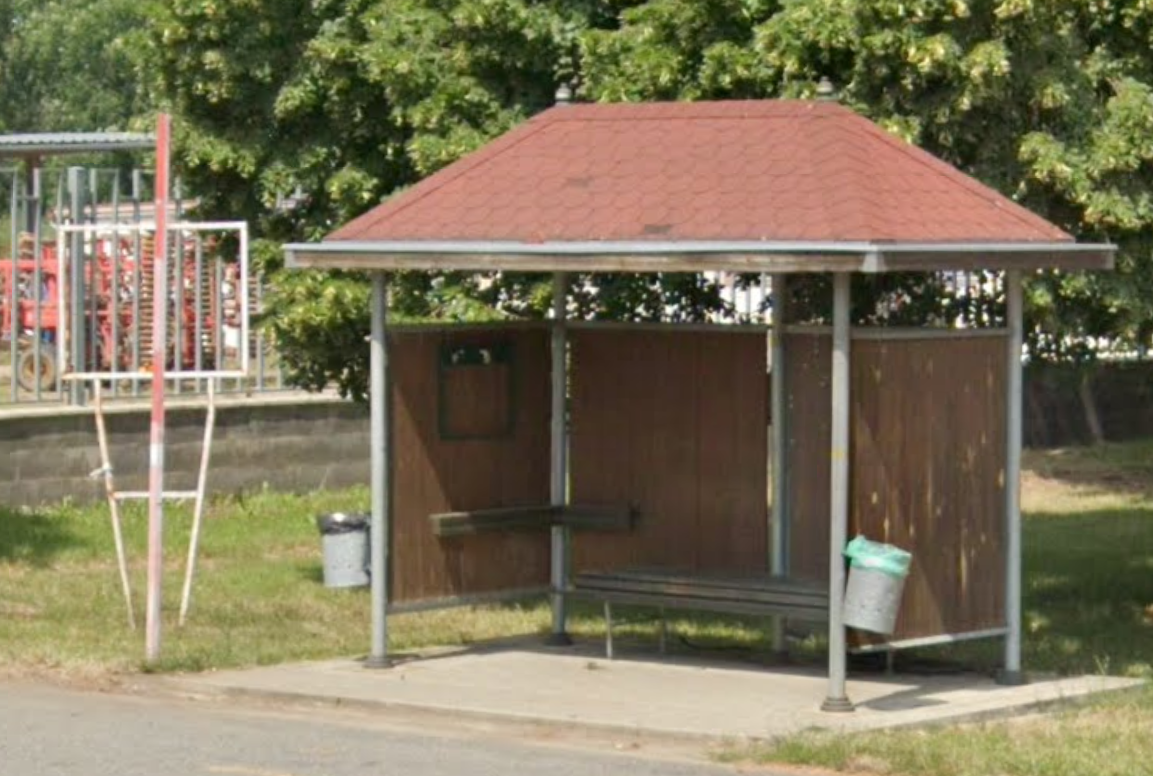
Autobusová zastávka "Toušice"